# Gunung Seblat
Gunung Seblat är ett berg i Indonesien. Det ligger i den västra delen av landet, 600 km nordväst om huvudstaden Jakarta. Toppen på Gunung Seblat är 2 376 meter över havet, eller 673 meter över den omgivande terrängen. Bredden vid basen är 41 km.
Terrängen runt Gunung Seblat är bergig åt nordväst, men åt sydost är den kuperad. Gunung Seblat är den högsta punkten i trakten. Runt Gunung Seblat är det glesbefolkat, med 16 invånare per kvadratkilometer. Det finns inga samhällen i närheten. I omgivningarna runt Gunung Seblat växer i huvudsak städsegrön lövskog.